# الدوري السويدي الدرجة الثانية 1986
الدوري السويدي الدرجة الثانية 1986 (بالسويدية: Division II i fotboll 1986)‏ هو موسم من الدوري السويدي الدرجة الثانية. فاز فيه نادي سوندسفال ‏.